# Dermatobotrys
Dermatobotrys é um género botânico pertencente à família Scrophulariaceae.